# 바다뱀자리
바다뱀자리(Hydra [ˈhaɪdrə])는 현대의 88개 별자리 중 가장 크며, 48개 프톨레마이오스 별자리였다. 뱀자리나 물뱀자리와는 구별된다.
동아시아의 별자리에서는, 유수, 성수, 장수와 익수의 일부를 포함하는 영역에 해당된다.

## 특징
바다뱀자리는 현대의 가장 큰 별자리이다. 하지만, 밝은 별은 적다.

## 별과 천체
바다뱀자리의 주목할 만한 별은 다음과 같다.

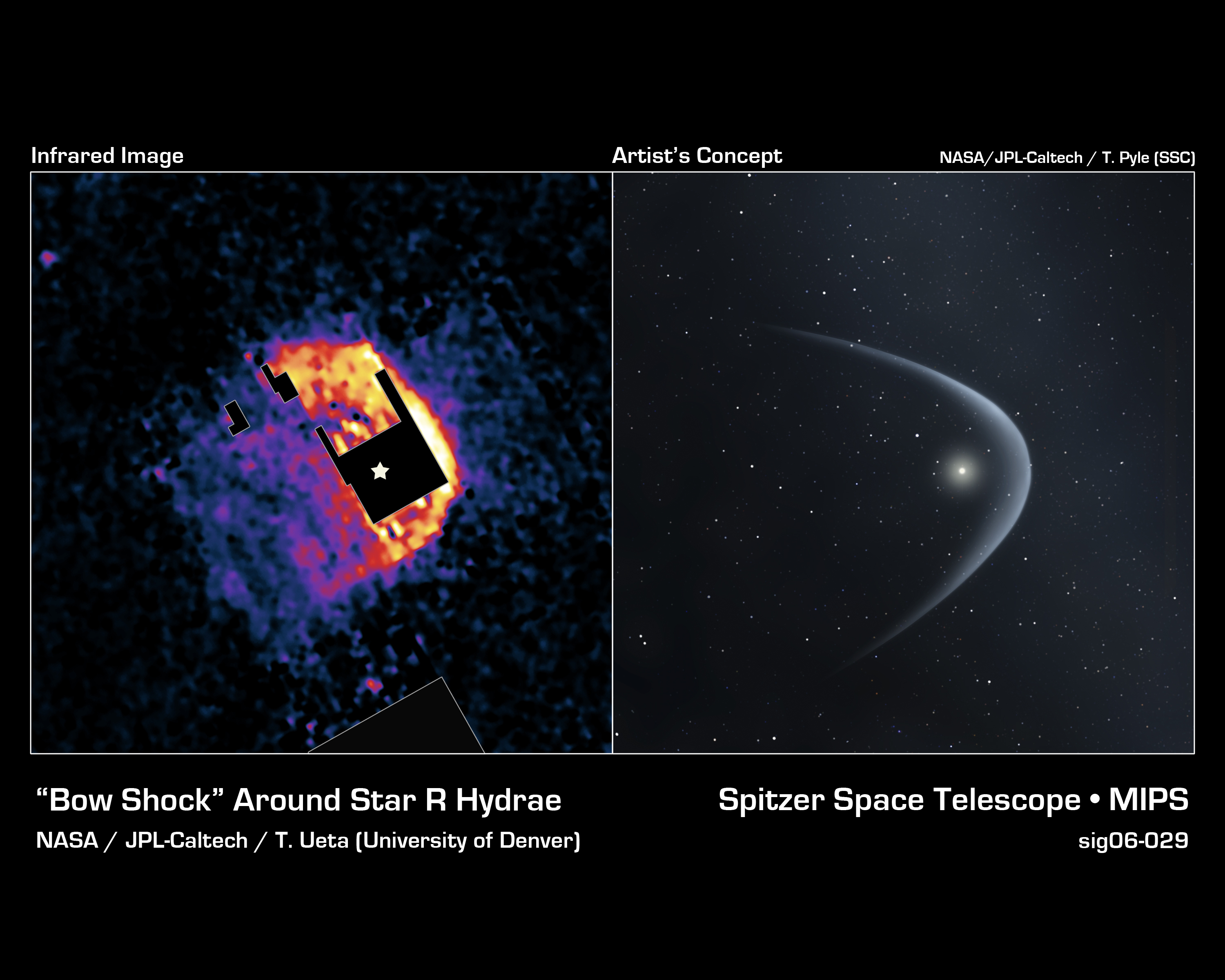
R Hya, 뱃머리 충격파 상상도

- 바다뱀자리 알파(α Hya, 30 Hya)의 밝기는 1.98 등급이다.

- 바다뱀자리 R(R Hydrae)는 미라형 변광성으로, 밝기는 육안관측이 가능한 3.5 등급에서 10.9 등급까지 변화한다.

바다뱀자리에는 다수의 이중성이 존재한다.
- 바다뱀자리 ε(ε Hya)는 3.3 등급과 6.8 등급의 별이 2.7 초의 거리를 두고 떨어져 있다.
- 바다뱀자리 N(N Hya)은 5.8 등급과 5.9 등급의 별이 이중성을 이룬다.
- 스트루브 1270 (Σ1270)은 6.4 등급과 7.4 등급이다.

- 바다뱀자리에는 또한 라디오 전파원인 바다뱀자리 A가 있다.

- SDSS J090745.0+024507은 빛의 속도의 0.002% 속도로 빠르게 우리 은하로부터 이탈하고 있는 폭주성이다.

### 어두운 천체들

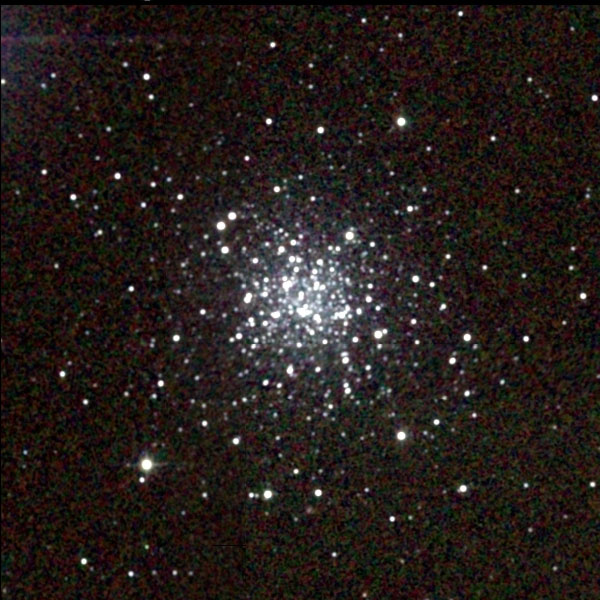
M68 구상성단

바다뱀자리에는 세 개의 메시에 천체가 있다.
- M83: 남쪽 풍차 은하(Southern Pinwheel Galaxy)로 알려져 있으며, 바다뱀자리와 센타우루스자리의 경계에 위치한다.
- M68: M83 부근에 위치한 구상성단이다.
- M48: 바다뱀자리 서쪽(오른쪽) 끝에 위치한 산개성단이다.

## 신화 및 역사
별자리는 꼬아진 뱀을 닮았다.

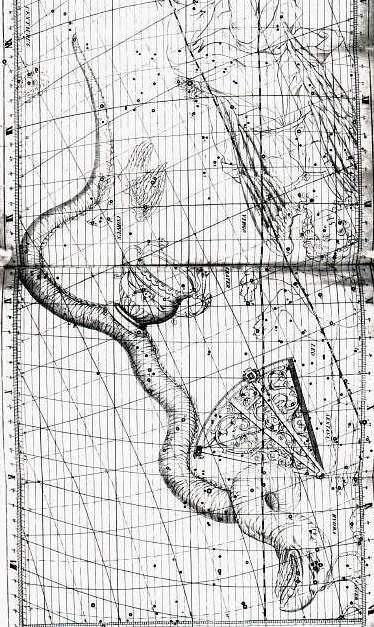
성도의 바다뱀자리

그리스 신화에서, 한 까마귀가 아폴로를 시중들었다. 까마귀는 물을 가져오기 위해 보내졌는데, 여행 도중 게으름을 피워 쉬고, 물을 컵에 담으면서 사죄의 의미로 물뱀을 함께 가져왔다. 아폴로는 속임수를 알고 화가 나 까마귀와 컵, 뱀을 하늘에 집어던졌다. (이 이야기는 컵과 까마귀의 전설과 겹친다.)
또 다른 전설에서, 용사 헤라클레스는 12가지 임무 중 하나로서 이 바다뱀을 퇴치하였다. 바다뱀은, 머리를 자르면 새로운 머리가 생겨나는 뱀이었다. (바다뱀자리의 머리는 하나이지만, 전설상의 바다뱀은 머리가 9개였다.) 뱀자리 부근에는 헤라클레스가 퇴치한 또 다른 괴물인 게도 자리잡고 있다.

## 같이 보기
- 뱀자리
- 물뱀자리
- 게자리
- 허큘리스자리